# Ernolatia signata
Ernolatia signata är en fjärilsart som beskrevs av Walker 1862. Ernolatia signata ingår i släktet Ernolatia och familjen silkesspinnare. Inga underarter finns listade i Catalogue of Life.